# Saint-Loubert
Saint-Loubert est une commune du Sud-Ouest de la France, située dans le département de la Gironde, en région Nouvelle-Aquitaine.

## Géographie

### Localisation
La commune est située dans le vignoble des Graves sur la Beuve et à peu de distance de la Garonne, en rive gauche (sud), à 53 km au sud-est de Bordeaux, chef-lieu du département et à 7 km à l'est de Langon, chef-lieu d'arrondissement et ancien chef-lieu de canton.

### Communes limitrophes
Les communes limitrophes en sont Castets et Castillon au nord-est (anciennement Castets-en-Dorthe), Bieujac au sud et Saint-Pardon-de-Conques à l'ouest.
|                         |               | Castets et Castillon |
| Saint-Pardon-de-Conques | Saint-Loubert |                      |
|                         | Bieujac       |                      |

### Climat
Pour des articles plus généraux, voir Climat de la Nouvelle-Aquitaine et Climat de la Gironde.
Historiquement, la commune est exposée à un climat océanique aquitain.  
En 2020, Météo-France publie une typologie des climats de la France métropolitaine dans laquelle la commune est exposée à un climat océanique et est dans la région climatique  Aquitaine, Gascogne, caractérisée par une pluviométrie abondante au printemps, modérée en automne, un faible ensoleillement au printemps, un été chaud (19,5 °C), des vents faibles, des brouillards fréquents en automne et en hiver et des orages fréquents en été (15 à 20 jours).
Pour la période 1971-2000, la température annuelle moyenne est de 13,1 °C, avec une amplitude thermique annuelle de 14,9 °C. Le cumul annuel moyen de précipitations est de 827 mm, avec 11,2 jours de précipitations en janvier et 6,7 jours en juillet. Pour la période 1991-2020, la température moyenne annuelle observée sur la station météorologique la plus proche, située sur la commune de Cazats à 10 km à vol d'oiseau, est de 13,7 °C et le cumul annuel moyen de précipitations est de 825,5 mm,. Pour l'avenir, les paramètres climatiques de la commune estimés pour 2050 selon différents scénarios d’émission de gaz à effet de serre sont consultables sur un site dédié publié par Météo-France en novembre 2022.

## Urbanisme

### Typologie
Au 1er janvier 2024, Saint-Loubert est catégorisée commune rurale à habitat dispersé, selon la nouvelle grille communale de densité à sept niveaux définie par l'Insee en 2022.
Elle appartient à l'unité urbaine de Langon, une agglomération intra-départementale regroupant six  communes, dont elle est une commune de la banlieue,,. La commune est en outre hors attraction des villes,.

### Occupation des sols

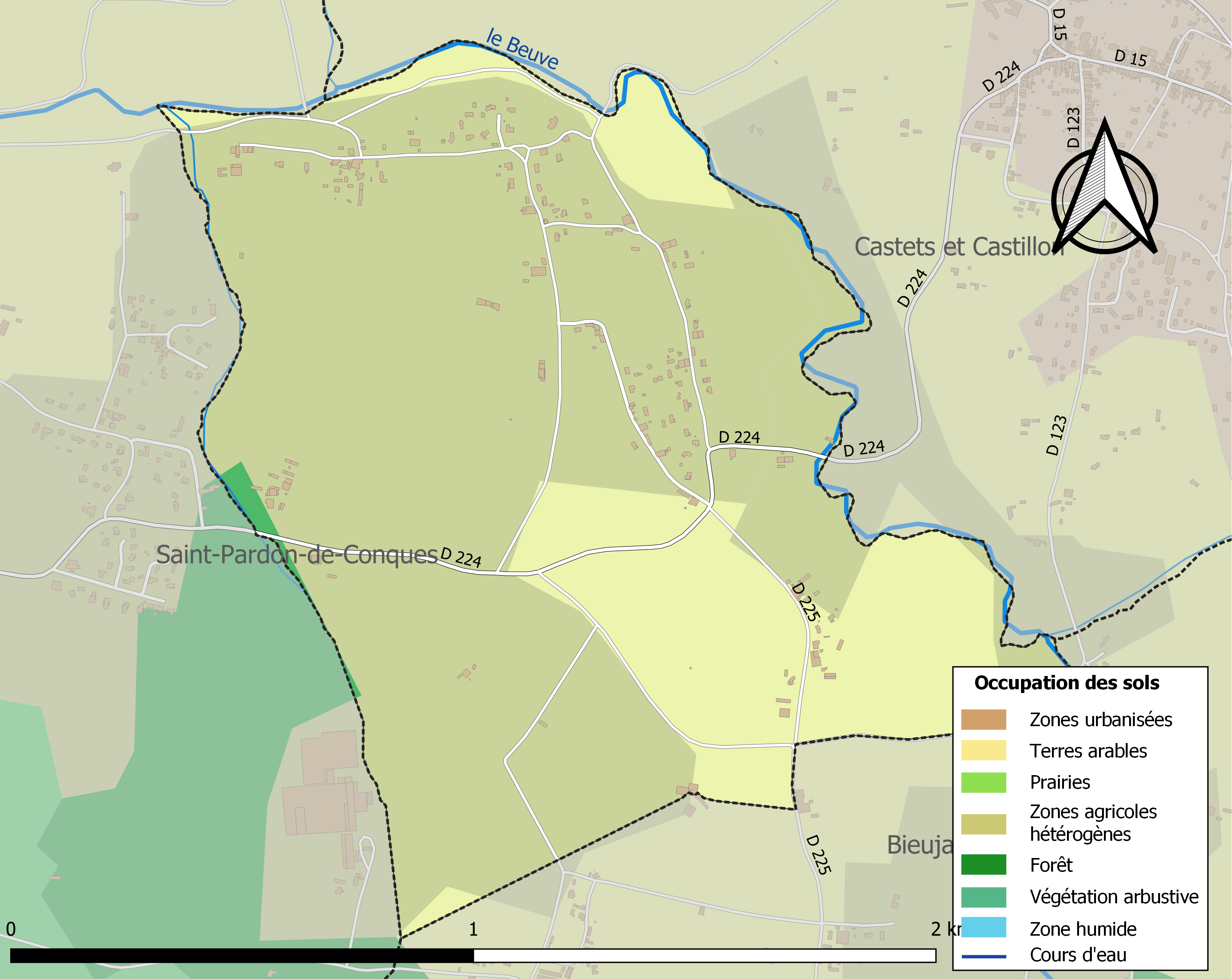
Carte des infrastructures et de l'occupation des sols de la commune en 2018 (CLC).

L'occupation des sols de la commune, telle qu'elle ressort de la base de données européenne d’occupation biophysique des sols Corine Land Cover (CLC), est marquée par l'importance des territoires agricoles (99,2 % en 2018), en augmentation par rapport à 1990 (93,5 %). La répartition détaillée en 2018 est la suivante : 
zones agricoles hétérogènes (75,1 %), cultures permanentes (20,5 %), terres arables (3,6 %), forêts (0,8 %). L'évolution de l’occupation des sols de la commune et de ses infrastructures peut être observée sur les différentes représentations cartographiques du territoire : la carte de Cassini (XVIIIe siècle), la carte d'état-major (1820-1866) et les cartes ou photos aériennes de l'IGN pour la période actuelle (1950 à aujourd'hui).

### Voies de communication et transports
La principale voie de communication routière qui traverse la commune est la route départementale D224 qui mène vers l'ouest à Saint-Pardon-de-Conques et, au-delà, à Langon et vers l'est à Castets et Castillon et, au-delà, vers La Réole.

L'accès no 3 de Langon à l'autoroute A62 (Bordeaux-Toulouse) est distant de 8,5 km vers l'ouest-sud-ouest.

L'accès no 1 de Bazas à l'autoroute A65 (Langon-Pau) se situe à 17 km vers le sud-sud-ouest.
La gare SNCF la plus proche est celle, distante de 7 km vers l'ouest, de Langon sur la Bordeaux-Sète du TER Nouvelle-Aquitaine.

### Risques majeurs
Le territoire de la commune de Saint-Loubert est vulnérable à différents aléas naturels : météorologiques (tempête, orage, neige, grand froid, canicule ou sécheresse), inondations et séisme (sismicité très faible). Un site publié par le BRGM permet d'évaluer simplement et rapidement les risques d'un bien localisé soit par son adresse soit par le numéro de sa parcelle.
Certaines parties du territoire communal sont susceptibles d’être affectées par le risque d’inondation par débordement de cours d'eau, notamment le Beuve. La commune a été reconnue en état de catastrophe naturelle au titre des dommages causés par les inondations et coulées de boue survenues en 1982, 1983, 1999 et 2009,.

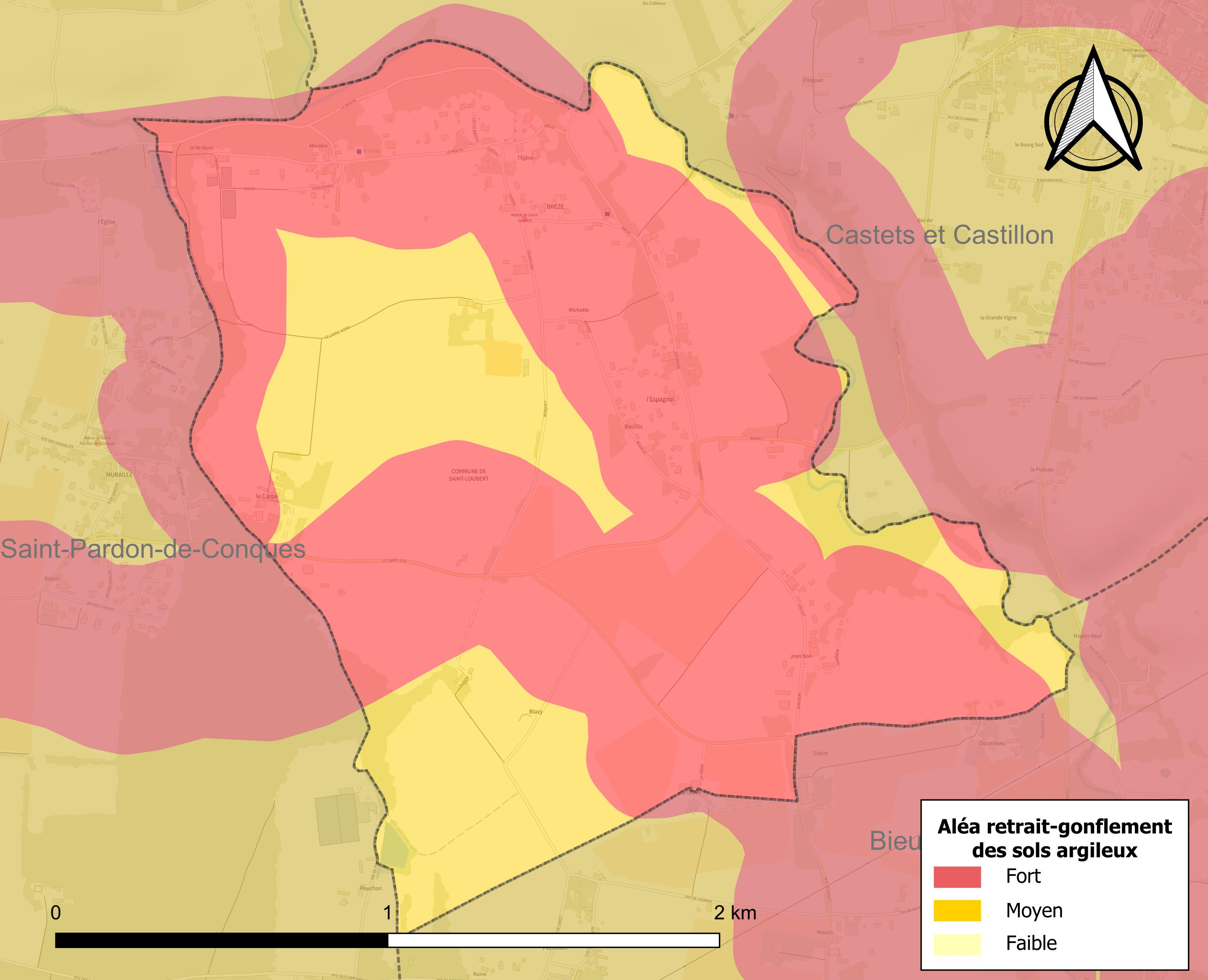
Carte des zones d'aléa retrait-gonflement des sols argileux de Saint-Loubert.

Le retrait-gonflement des sols argileux est susceptible d'engendrer des dommages importants aux bâtiments en cas d’alternance de périodes de sécheresse et de pluie. La totalité de la commune est en aléa moyen ou fort (67,4 % au niveau départemental et 48,5 % au niveau national). Sur les 88 bâtiments dénombrés sur la commune en 2019, 88 sont en aléa moyen ou fort, soit 100 %, à comparer aux 84 % au niveau départemental et 54 % au niveau national. Une cartographie de l'exposition du territoire national au retrait gonflement des sols argileux est disponible sur le site du BRGM,.
Concernant les mouvements de terrains, la commune a été reconnue en état de catastrophe naturelle au titre des dommages causés par des mouvements de terrain en 1999.

## Toponymie
En gascon, le nom de la commune est Sent Lobert.

## Histoire
La commune de Saint-Loubert est une des plus petites de la Gironde. Selon toute vraisemblance, elle existait déjà au IVe siècle ou au Ve siècle de notre ère.
À la Révolution, la partie ouest de la paroisse Saint-Loubergt-et-Saint-Louis de Castets, plus précisément celle autour de l'église Saint-Loubert, forme la commune de Saint-Loubert.

## Politique et administration

### Liste des maires
| Période                                  | Période        | Identité           | Étiquette | Qualité                    |
| ---------------------------------------- | -------------- | ------------------ | --------- | -------------------------- |
| ca 1789                                  | ?              | Jean Seguès        |           |                            |
| ca 1814                                  | ?              | Duboudieu          |           |                            |
| ca 1815                                  | ?              | Dauvignac          |           |                            |
| ca 1854                                  |                | Izaute             |           |                            |
| ca 1883                                  |                | Petit              |           |                            |
| ca 1907                                  | ?              | Seguès             |           |                            |
| juin 1925                                | ?              | André-Jean Brana   |           |                            |
| ?                                        | ?              | Raymond Castaing   |           |                            |
|                                          |                |                    |           |                            |
| mars 2001                                | mars 2008      | Jean-Michel Labbé  |           | agriculteur                |
| mars 2008                                | mars 2014      | Alain Clech        |           | mécanicien                 |
| mars 2014                                | 2020           | Pierre Diener      |           | retraité de l'enseignement |
| mars 2020                                | septembre 2021 | Alain Clech        |           | mécanicien                 |
| septembre 2021                           | En cours       | Christopher Latapy |           |                            |
| Les données manquantes sont à compléter. |                |                    |           |                            |

### Intercommunalité
Le 1er janvier 2014, la communauté de communes du Pays de Langon ayant été supprimée, la commune de Saint-Loubert s'est retrouvée intégrée à la communauté de communes du Sud Gironde siégeant à Mazères.

## Démographie
Les habitants sont appelés les Lupertiens.
L'évolution du nombre d'habitants est connue à travers les recensements de la population effectués dans la commune depuis 1793. Pour les communes de moins de 10 000 habitants, une enquête de recensement portant sur toute la population est réalisée tous les cinq ans, les populations de référence des années intermédiaires étant quant à elles estimées par interpolation ou extrapolation. Pour la commune, le premier recensement exhaustif entrant dans le cadre du nouveau dispositif a été réalisé en 2007.

En 2022, la commune comptait 230 habitants, en évolution de +0,44 % par rapport à 2016 (Gironde : +6,91 %, France hors Mayotte : +2,11 %).
| 1793 | 1800 | 1806 | 1821 | 1831 | 1836 | 1841 | 1846 | 1851 |
| ---- | ---- | ---- | ---- | ---- | ---- | ---- | ---- | ---- |
| 236  | 250  | 244  | 212  | 201  | 193  | 194  | 205  | 181  |

| 1856 | 1861 | 1866 | 1872 | 1876 | 1881 | 1886 | 1891 | 1896 |
| ---- | ---- | ---- | ---- | ---- | ---- | ---- | ---- | ---- |
| 201  | 182  | 189  | 181  | 181  | 187  | 160  | 154  | 144  |

| 1901 | 1906 | 1911 | 1921 | 1926 | 1931 | 1936 | 1946 | 1954 |
| ---- | ---- | ---- | ---- | ---- | ---- | ---- | ---- | ---- |
| 165  | 171  | 171  | 138  | 134  | 141  | 126  | 127  | 139  |

| 1962 | 1968 | 1975 | 1982 | 1990 | 1999 | 2006 | 2007 | 2012 |
| ---- | ---- | ---- | ---- | ---- | ---- | ---- | ---- | ---- |
| 129  | 126  | 122  | 114  | 103  | 129  | 167  | 171  | 213  |

| 2017 | 2022 | - | - | - | - | - | - | - |
| ---- | ---- | - | - | - | - | - | - | - |
| 228  | 230  | - | - | - | - | - | - | - |

## Lieux et monuments
- L'église Saint-Loubert, construite sur un site gallo-romain placé sur un promontoire dominant la vallée du Beuve et de la Garonne, est une église bazadaise typique très simple : une nef, un chœur, une abside en hémicycle, une petite sacristie à droite, deux chapelles de part et d'autre de la nef. Mais comme elle est bâtie sur une pente très abrupte, il faut monter cinq ou six marches pour rejoindre la nef. Et pour s'adapter au terrain, elle est désorientée, le chœur se trouvant au nord-est au lieu de l'est (sinon, ni la nef d'une part, ni le chœur d'autre part ne seraient de niveau transversalement);
- Le château est une ancienne maison noble qui appartenait avant 1500 à la famille Toujouse, famille gasconne. On pourrait penser que Giraud de Toujouse, co-seigneur de Castets-en-Dorthe, fit construire la maison aux cinq cheminées dont l'une porte un écusson au lion qui sembleraient être les armoiries des Toujouse - d'autres armoiries de cheminée représentent un écu chargé d'une cordelière formant six boucles  ressemblant un peu à une figure héraldique s'appelant « un lac d'amour ».

Par la suite, cette demeure fut achetée par Geoffroy de la Chassaigne, président au parlement de Bordeaux. Sa fille, Louise de la Chassaigne hérita du domaine du Carpe et du moulin du Bernet et épousa, en 1572 Jean de Fabas, ami d'Henri IV. Jean de Fabas mourut en 1612 et peu après, le Carpe fut acheté par les Du Roy.
Pierre du Roy, chevalier et trésorier général en Guyenne possédait le Carpe dès 1626. Sur deux siècles, cinq générations de Du Roy en furent propriétaires jusqu'en 1880.
Étienne Poitevin en devint ensuite propriétaire, dont les deux filles se partagèrent le domaine dont une partie fut vendue à Jean Giraudeau le 12 mars 1886 et l'autre partie en 1900.
Aujourd'hui, les descendants de Jean Giraudeau ont hérité du château.

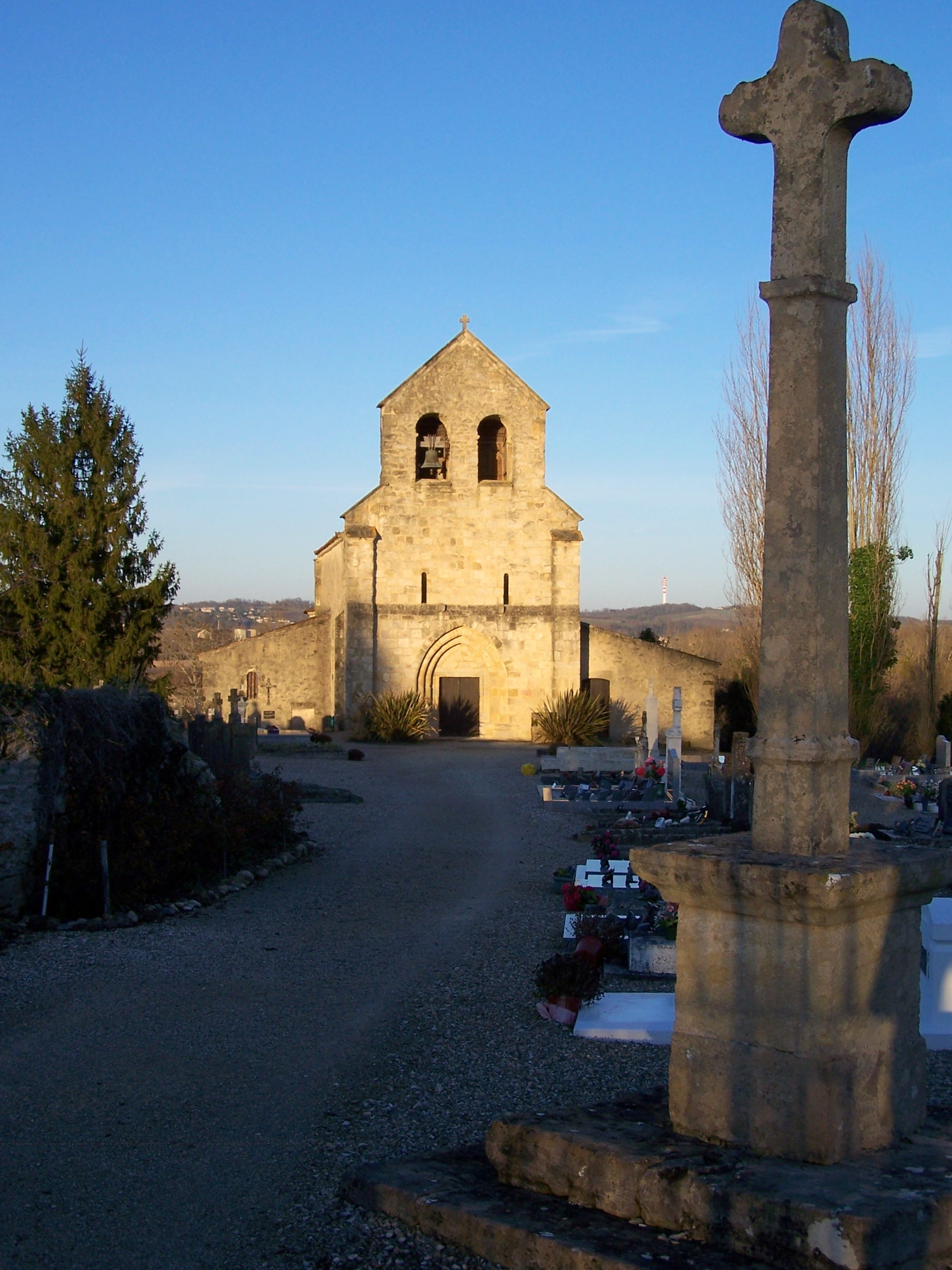
L'église Saint-Loubert vue de l'entrée du cimetière (jan. 2010)
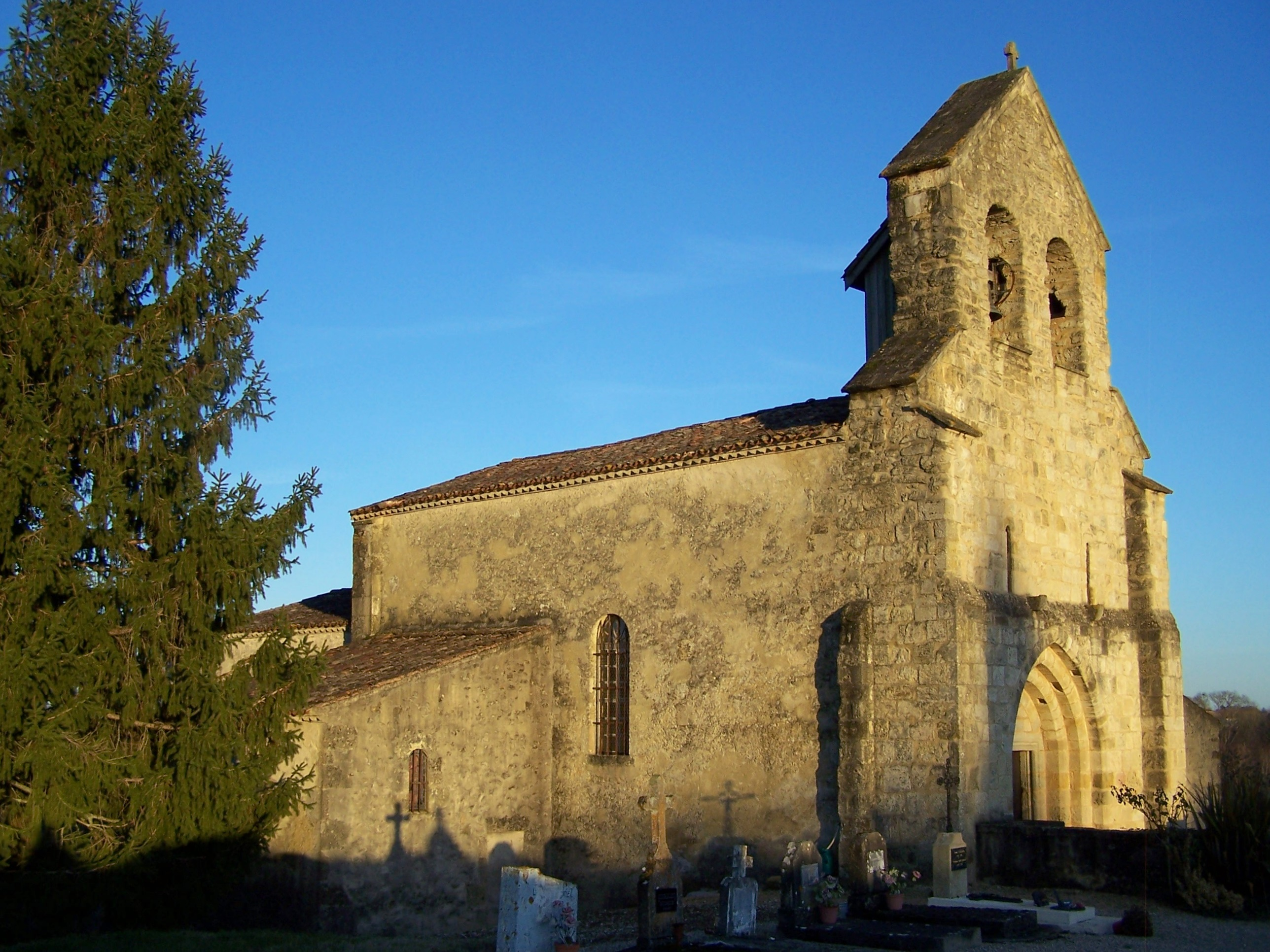
Vue sud-ouest de l'église (jan. 2010)
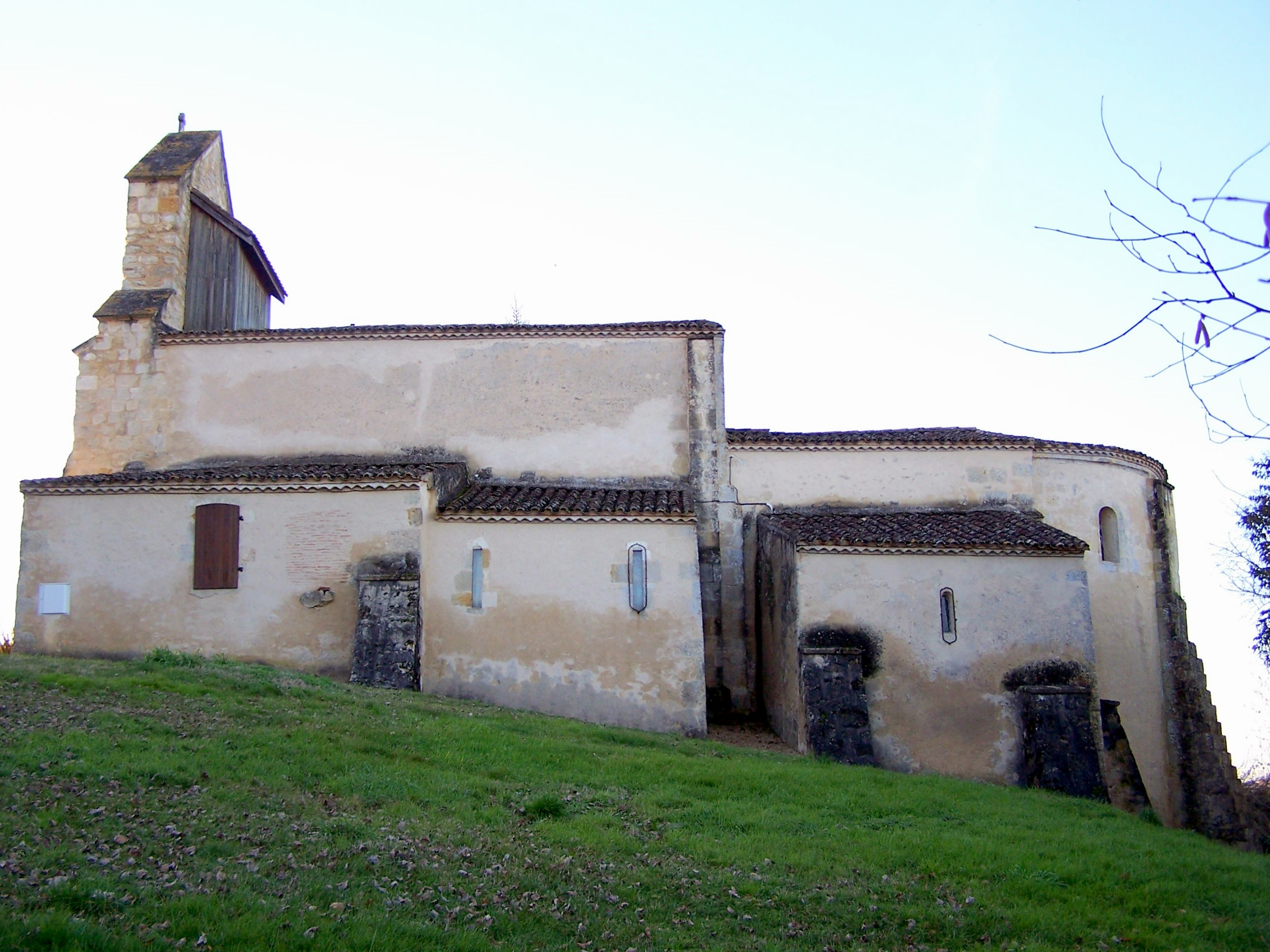
Le flanc est de l'église (jan. 2010)
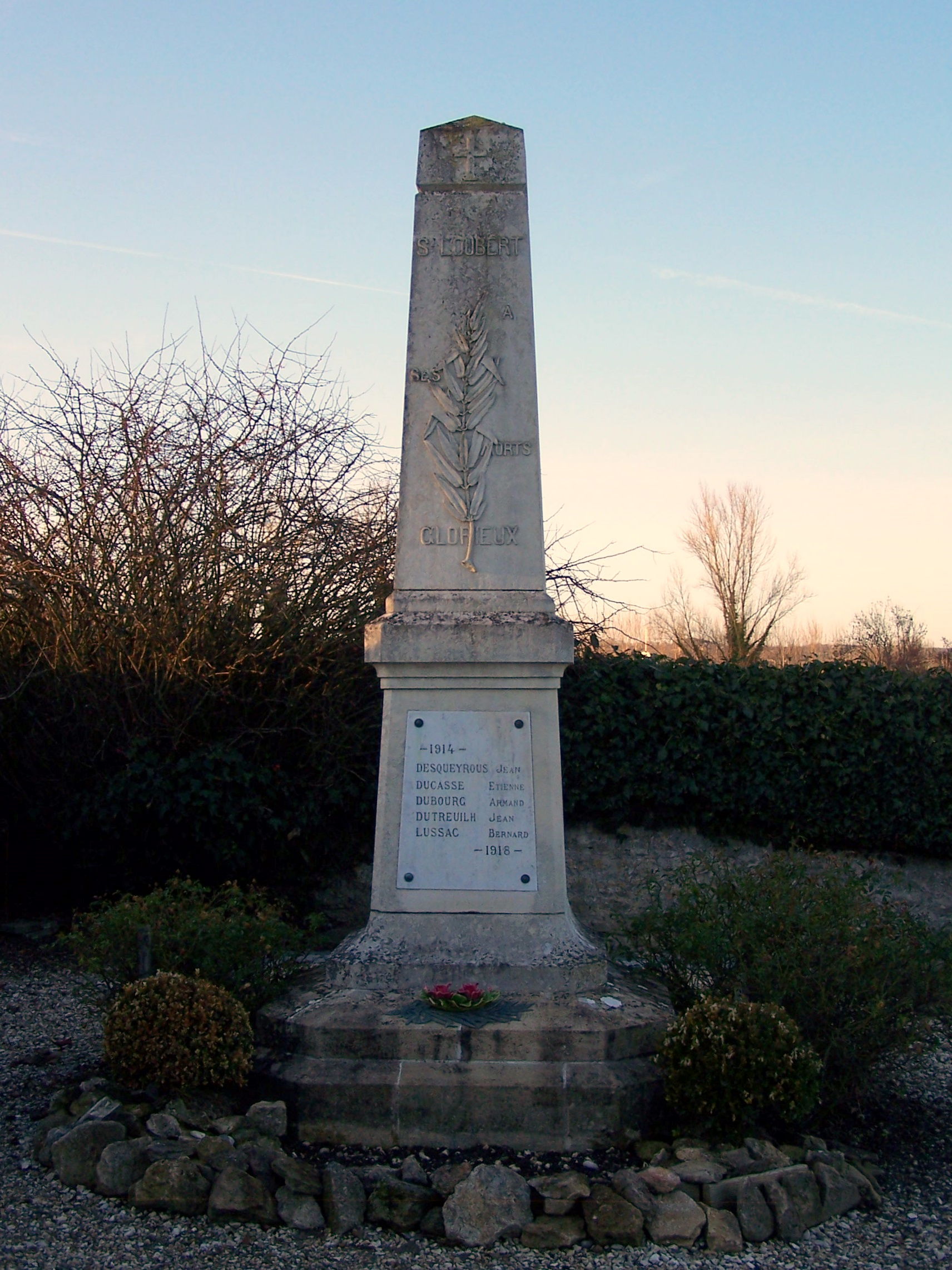
Le monument aux morts, dans le cimetière autour de l'église (jan. 2010)